# Masacre de Hebrón de 1994
La masacre de Hebrón de 1994, también conocida como masacre de la Mezquita Ibrahimi o masacre de la Tumba de los Patriarcas, fue una masacre llevada a cabo por el colono israelí-estadounidense Baruch Goldstein, miembro del grupo ultraderechista israelí Kach. El 25 de febrero de 1994, Goldstein abrió fuego sobre una multitud de musulmanes palestinos que se habían reunido para rezar en el interior de la mezquita Ibrahimi, en la Tumba de los Patriarcas de Hebrón, Palestina. Tuvo lugar en un momento en el que coincidieron las festividades religiosas del Purim judío y del Ramadán musulmán. El ataque resultó en 29 muertos, muchos de ellos extremadamente jóvenes (algunos tenían 12 años) y 125 heridos. Goldstein fue finalmente reducido, desarmado y golpeado hasta la muerte por los supervivientes.
La masacre desencadenó de inmediato una oleada de protestas por toda la Cisjordania ocupada, durante las cuales murieron a manos del ejército israelí entre 20 y 26 palestinos más, mientras que otros 120 resultaron heridos en los enfrentamientos; por otro lado, 9 judíos murieron en ataques de las milicias palestinas.
Goldstein fue ampliamente condenado en Israel y entre las comunidades de la diáspora judía y muchas personas atribuyendo sus actos a la locura. El primer ministro israelí Isaac Rabin condenó el ataque y describió a Goldstein como un "asesino degenerado", "una deshonra para el sionismo y una vergüenza para el judaísmo". Algunos colonos judíos de Hebrón lo alabaron como a un héroe, describieron los asesinatos como un ataque preventivo y su muerte como un martirio. Tras las declaraciones en apoyo de Goldstein realizadas por el movimiento Kach, este fue ilegalizado por el gobierno israelí.

## Antecedentes de Baruch Goldstein

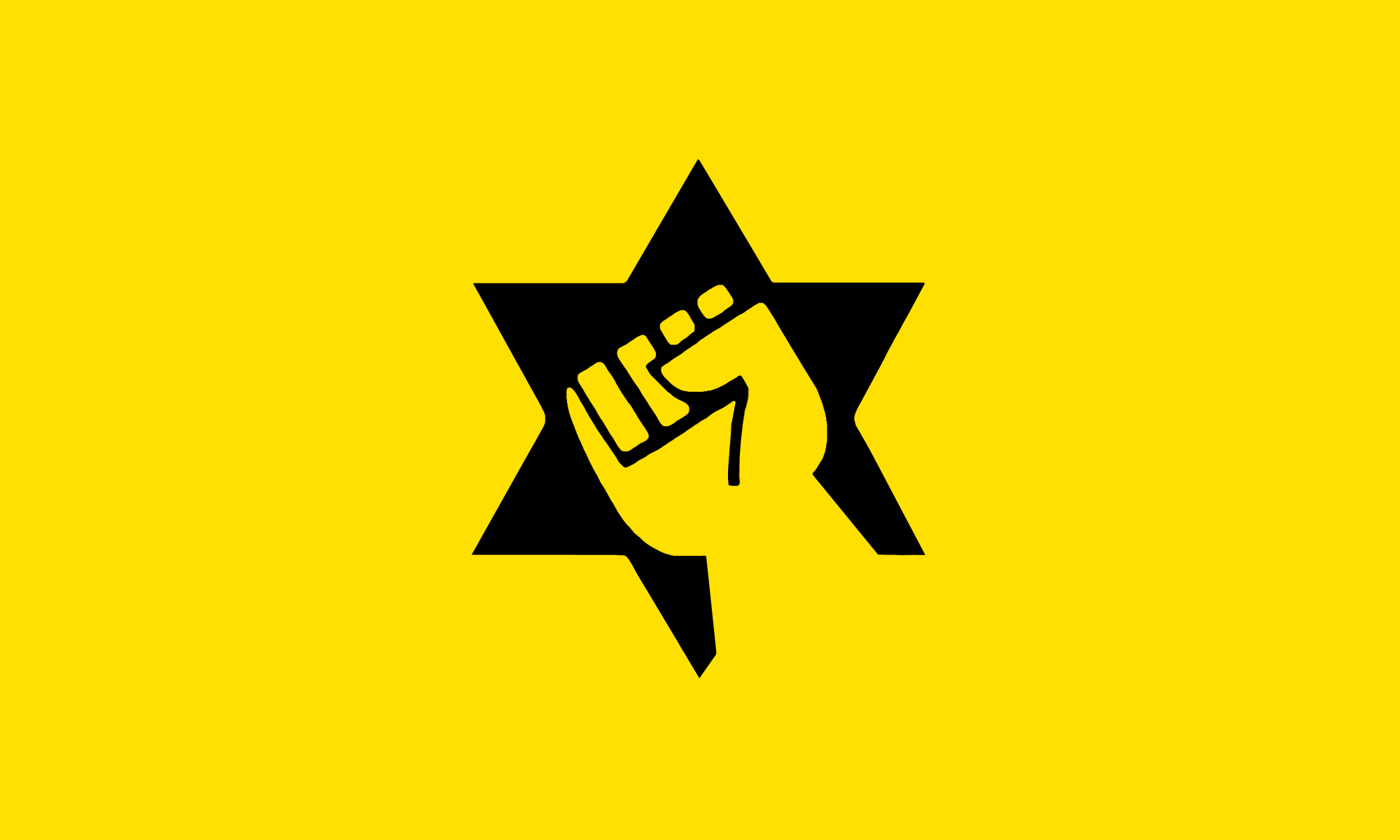
Bandera de Kach, grupo terrorista al que estaba afiliado Goldstein

En la década de los setenta, el judío Baruch Goldstein, que había nacido y vivido toda su vida en Brooklyn, Nueva York, se convirtió en miembro fundador del movimiento radical y violento Jewish Defense League. Después de emigrar a Israel en junio de 1982, sirvió como médico en el ejército israelí, primero como recluta y después en la reserva militar. Al terminar su servicio en activo, Goldstein trabajó de médico y vivió en el asentamiento israelí de Kiryat Arba, cerca de Hebrón, donde se empleaba como médico de urgencias. Goldstein comenzó a relacionarse con Kach y mantuvo una estrecha relación personal con Meir Kahane, cuyas ideas, consideradas por el gobierno israelí como racistas, habían llevado a la expulsión de su partido de la Knéset en 1988.Meir Kahane fue asesinado en 1990 en la ciudad de Nueva York y se dijo que Goldstein habría jurado venganza por el asesinato. Goldstein fue elegido para el ayuntamiento de Kiryat Arba desde allí ayudó a construir un parque conmemorativo dedicado a Kahane.

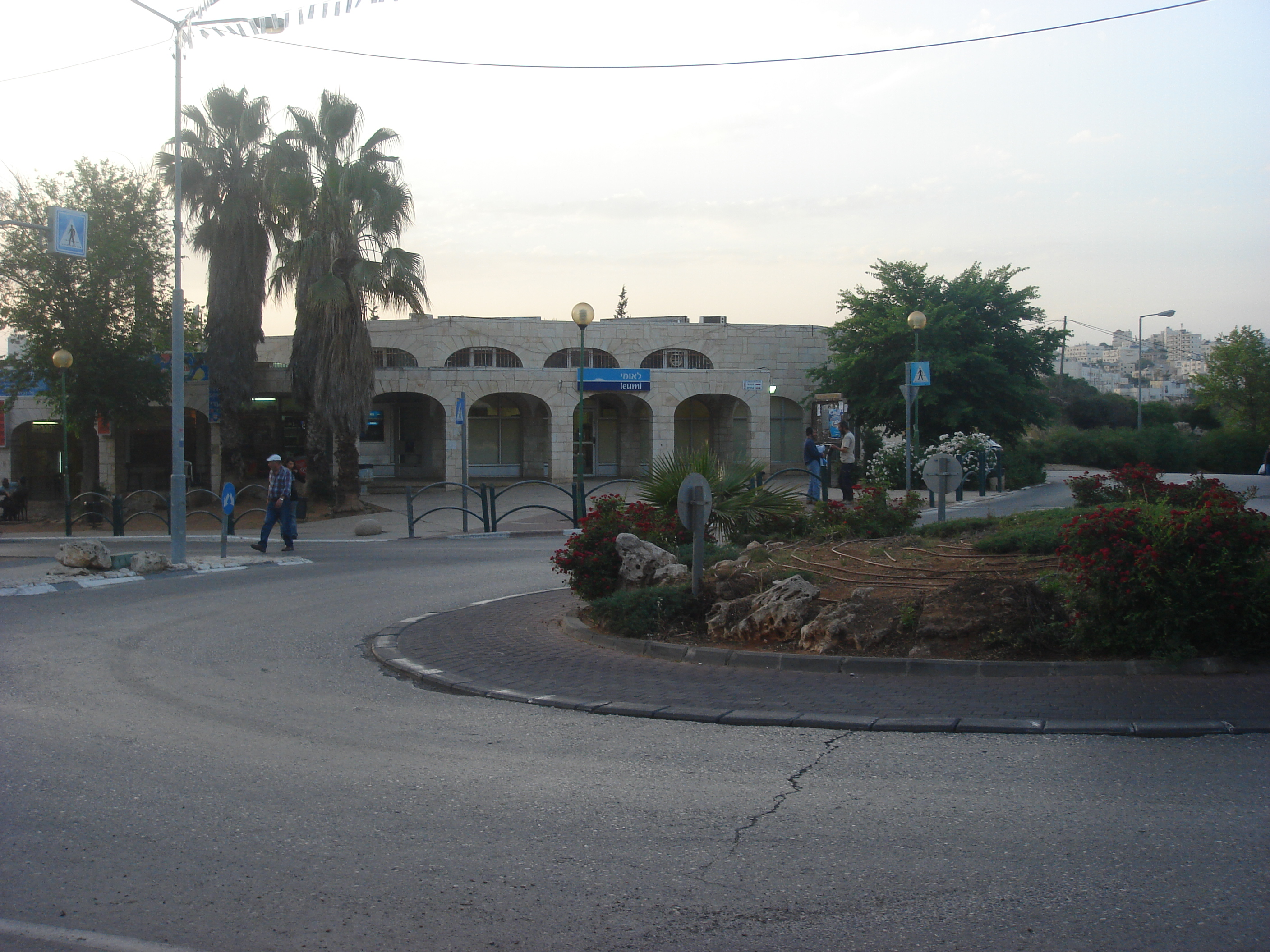
Plaza del asentamiento israelí de Kiryat Arba, donde vivía Goldstein

En 1981, Goldstein había escrito una carta publicada en The New York Times en la que afirmaba que Israel "debe actuar decisivamente para expulsar a la minoría árabe del interior de sus fronteras", lo que "podría conseguirse ofreciendo inicialmente apoyo e incentivos a los árabes para que se vayan por su propia voluntad", y terminaba su carta afirmando que "Israel pronto tendrá que elegir entre ser un estado judío o un estado democrático". En octubre de 1993, ya había habido un ataque dentro de la Mezquita Ibrahimi, en el que se había arrojado un ácido en el suelo que había dejado unos enormes agujeros y en el que seis fieles habían sido atacados. Los guardias del santuario identificaron a Goldstein como el culpable. Las autoridades musulmanas escribieron una carta a Isaac Rabin, el entonces primer ministro israelí, "con respecto al peligro" de Goldstein y pidiendo que se tomaran medidas para impedir los ataques diarios a la mezquita. Cuatro años antes de la masacre, un agente del Shin Bet, el servicio de seguridad interior israelí, que se había infiltrado en el Kach, emitió un aviso a sus superiores sobre el peligro que suponía Goldstein, a quien adjudicaba la siguiente afirmación: "Habrá un día en el que un judío se cobre venganza de los árabes." Pese a todo lo anterior, en el momento de la masacre Goldstein no se encontraba vigilado por los servicios de seguridad israelíes ni su nombre aparecía en la lista de extremistas judíos peligrosos. De hecho, paradójicamente, Goldstein había sido reclutado como médico del ejército israelí en caso de emergencia en la Tumba de los Patriarcas.
En Hebrón, como en el resto de la Cisjordania ocupada, la tensión intercomunitaria creció tras la firma de los Acuerdos de Oslo en 1993. Varios colonos judíos de la zona de Hebrón y Kiryat Arba fueron asesinados en ataques perpetrados por ciudadanos palestinos en aquella época. Como principal médico de urgencias del asentamiento de Kiryat Arba, Goldstein se vio implicado en el tratamiento de las víctimas de la violencia árabe-judía durante los años que precedieron a la masacre de la Cueva de los Patriarcas. Mucho antes de la masacre ya había expresado sus sentimientos en contra de los árabes. La prensa israelí informó de que Goldstein se negaba a tratar a árabes desde su cargo de médico del asentamiento, incluso a aquellos que servían en el ejército israelí; numerosos comentarios de sus conocidos corroboraron este hecho. Era famoso por negarse a tratar a los soldados drusos que servían en la Cisjordania ocupada, argumentando que las leyes judías prohíben tratar a los no judíos. En noviembre de 1993 declaró a Galei Tzahal, la radio del ejército israelí: "Estamos cansados de esto y con la ayuda de Dios crearemos aquí el Estado de Judea y sabremos cómo tratar a los árabes".

## Masacre

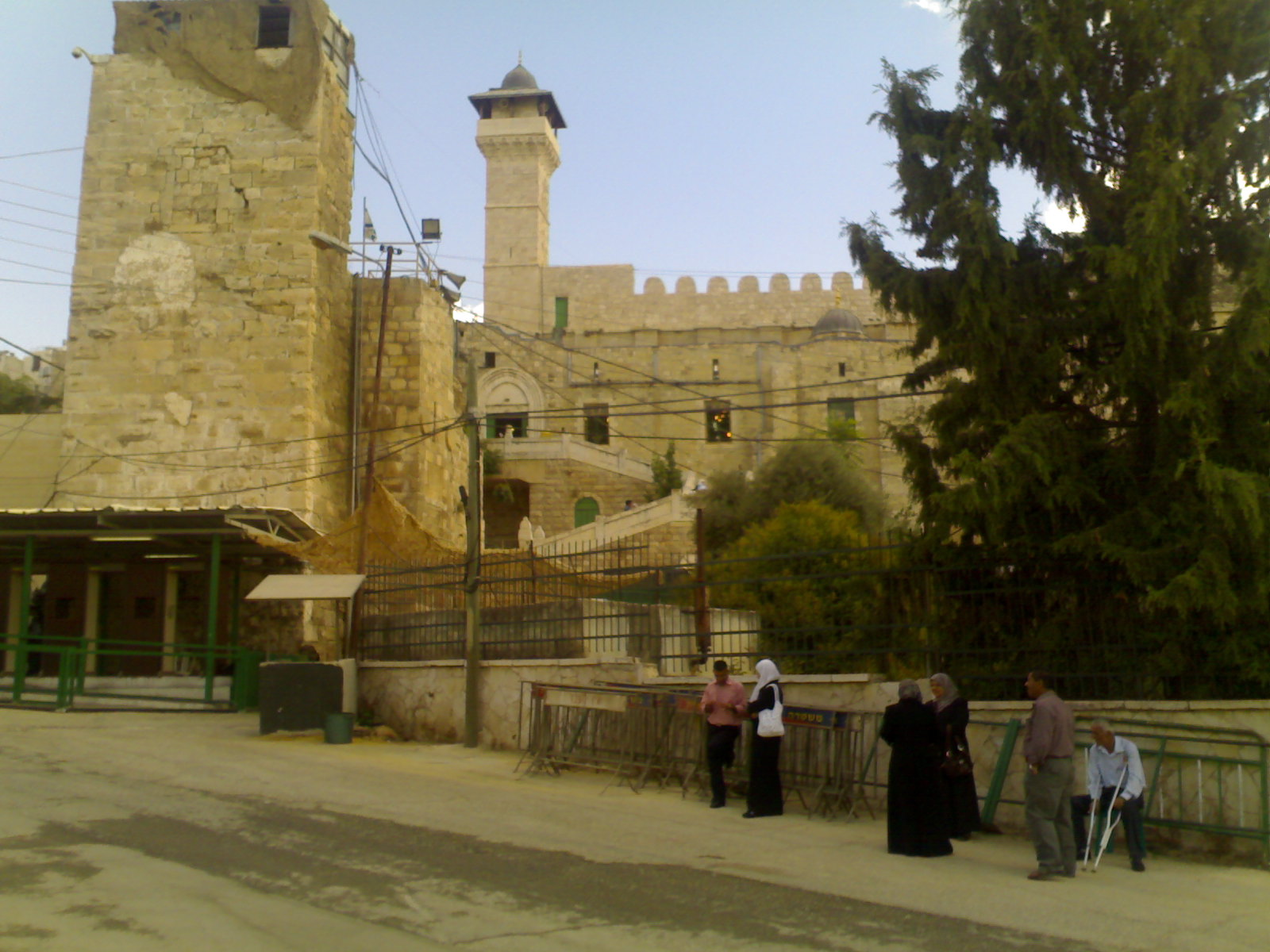
Mezquita Ibrahimi o Tumba de los Patriarcas

El 25 de febrero de 1994 coincidió con la festividad judía del Purim y cayó en el mes musulmán del Ramadán. En la víspera de la masacre, Goldstein escuchó en la Sala de Abraham la lectura del Rollo de Ester y comentó a otros la necesidad de comportarse como la reina Ester (que conspiró para conseguir la ejecución del visir persa Hamán que conspiraba contra los judíos). Joseph Tuman ha conjeturado que Goldstein se veía a sí mismo como Mardoqueo (el padre adoptivo de Ester-Hadassah). Ian Lustick cree plausible que Goldstein asociase al presidente de la ANP Yasir Arafat con el personaje de Hamán en la Biblia (el visir persa de la historia de Ester).
Tanto judíos como musulmanes tenían acceso a sus respectivas secciones del complejo de la Mezquita Ibrahimi y la Tumba de los Patriarcas. Sobre las 5ː00 AM del 25 de febrero, unos 800 musulmanes palestinos cruzaron por la puerta este de la cueva para participar en el Fajr, la primera de las cinco oraciones diarias del Islam. La cueva estaba vigilada por el ejército israelí, pero de los diez soldados que deberían haber estado de turno dentro del santuario, cuatro soldados se quedaron en casa celebrando el Purim y otros estaban durmiendo; solo uno de los presentes era un oficial. Un oficial israelí declaró de cinco de los seis soldados y policías que debían cubrir lugares estratégicos no estaban en su puesto. Además, a los judíos se les permitía llevar armas en el santuario, algo que no era posible para los palestinos.
Poco después, Goldstein atravesó la Sala de Abraham y se adentró en la Sala de Isaac, donde unos 800 musulmanes estaban rezando. Iba vestido con su uniforme del ejército israelí y llevaba un rifle de asalto IMI Galil con cuatro cargadores de munición, que contenían un total de 140 balas, a 35 balas por cargador. Ninguno de los guardias lo detuvo, pues supusieron que se trataba de un oficial accediendo a la tumba para orar en una sala adyacente exclusiva para judíos. Esquivó en todo momento la visión de las cámaras de seguridad y se posicionó en la única salida de la sala, a espaldas de los fieles musulmanes, y según algunos medios lanzó una granada en medio de la sala para justo después abrir fuego, asesinando a 29 personas e hiriendo a otras 125, entre ellos varios niños. Otras tres personas murieron a causa de la estampida que siguió a los disparos, y varios de los heridos quedaron parapléjicos a causa de las heridas. Además de a los fieles que rezaban, disparó a las luces de la sala para dejarla a oscuras. Según los supervivientes, Goldstein esperó para atacar en el sujūd, la parte de la oración en la que los fieles se postran con la cabeza en el suelo. Finalmente, alguien de entre la multitud le arrojó un extintor de fuego que le golpeó en la cabeza, momento tras el cual fue desarmado y golpeado hasta la muerte por los supervivientes.

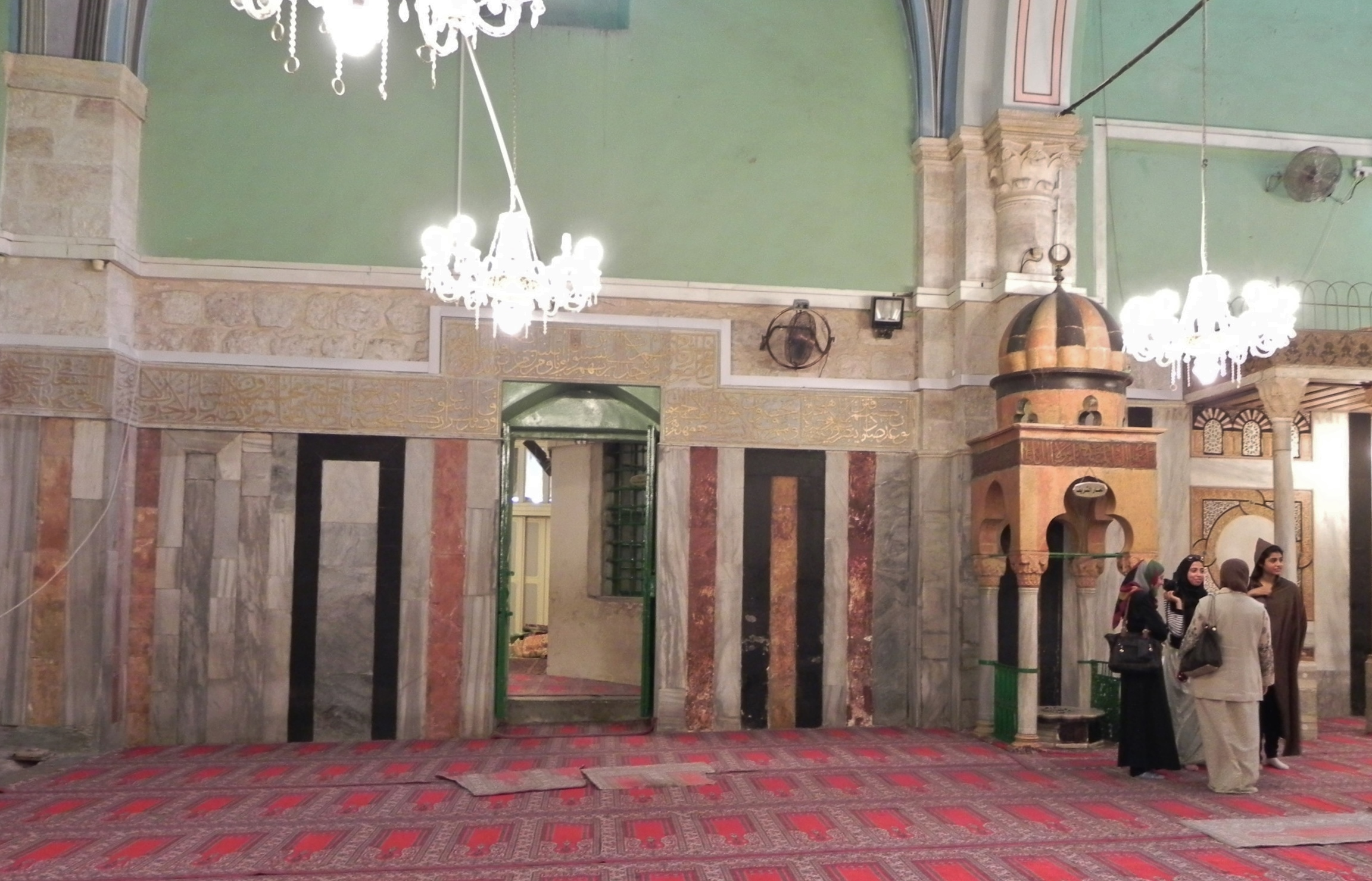
Interior de la Tumba de los Patriarcas

Las noticias posteriores a la masacre fueron a menudo contradictorias. En un principio no estuvo claro si Goldstein había actuado sólo; se dijo que algunos testigos presenciales habían visto a "otro hombre, también vestido de soldado, entregándole munición".
Hubo multitud de testimonios que afirmaron que los guardias israelíes del exterior de la cueva habían abierto fuego. Los oficiales militares israelíes declararon que las tropas israelíes no habían disparado sobre los fieles palestinos sino solamente al aire. Sin embargo, The New York Times entrevistó a más de 40 testigos presenciales palestinos diferentes, muchos de ellos todavía en las camas del hospital con heridas de arma de fuego y que, por lo tanto, "incapaces de contrastar sus versiones". Todos los testigos corroboraron que tres guardias israelíes, probablemente presos del pánico entre tanta confusión, habían abierto fuego cuando los musulmanes huían del santuario, y al menos uno de los soldados disparó a la multitud. Un médico del hospital Al Ahli de Hebrón, donde fueron llevados los heridos, declaró que al menos uno de los fallecidos había muerto en el pasillo de salida de la Mezquita a causa de los disparos de los soldados. Hatem Kafish, un palestino de 34 años que se encontraba en la mezquita cuando Goldstein se adentró en ella, afirmó que había salido corriendo a avisar a los soldados de lo que estaba pasando, pero que estos le obligaron a arrodillarse y a callar.
Durante la investigación, un oficial del ejército israelí afirmó que tres fieles murieron en la estampida desencadenada por el ataque y otros cinco palestinos murieron en Hebrón en enfrentamientos callejeros contra tropas israelíes aquel mismo día. El testimonio de los diversos oficiales israelíes fue a menudo contradictorio. Por ejemplo, Danny Yatom afirmó que dos de los guardias habían disparado seis o siete tiros en medio de la confusión, "pero sólo al aire," mientras esos dos guardias, los sargentos Kobi Yosef y Niv Drori, declararon más tarde haber realizado cuatro disparos "a la altura del pecho". Otra contradicción se dio cuando estos dos sargentos testificaron que habían visto entrar en la Tumba de los Patriarcas a un segundo colono armado, algo que su oficial al mando negó. Tikva Honig-Parnass escribió que diez palestinos fueron asesinados y otros cien resultaron heridos por soldados israelíes que siguieron disparando a quienes intentaban huir la mezquita, a los que estaban evacuando a los heridos y las personas que protestaban frente al hospital el Ahli. Según fuentes del propio ejército israelí, otros 4 palestinos murieron y entre 7 y 15 más resultaron heridos en enfrentamientos alrededor de dicho hospital. Arafat Baya'en, por ejemplo, fue abatido por tropas israelíes cuando salía del hospital tras haber acudido a donar sangre, cruzarse con el cadáver de un amigo en una ambulancia y coger una piedra para arrojársela a las tropas.

## Víctimas
Lista proporcionada por el Palestine Human Rights Information Center.
| - Abu Hadid, Jaber Aref Abu Sneineh, 12 - Abu Hamdiyeh Gheith, Walid Thuhair, 14 - Abu Nijmeh, Marwan Mutluk Hamad, 31 - Abu Sneineh, Abdel Rahim Abdul Rahman, 47 - Abu Sneineh, Ahmad Abdullah Mohammad Taha, 27 - Abu Sneineh, Ala' Badr, 17 - Abu Sneineh, Tareq Adnan Ashour, 12 - Abu Hussein, Khaled Khalaweh, 55 - Abu Zanouneh, Mohammad Sadeq Ayoub, 46 - Badr, Sable Musa Katbeh, 35 | - Burkan, Arafat Musa, 34 - Dandis, Talal Hamad, 24 - Fakhouri, Hatem Qader, 26 - Gheith, Mohammad Radi, 50 - Idris, Mohammad Salim Idris Falah (Imán), 35 - Jabari, Suleiman Odeh, 30 - Jabari, Abdul Haq Ibrahim, 57 - Jabber, Zeidan Hamoudi Abdul Majid, 30 - Kafisheh, Kamal Jamal, 13 - Karaki, Diab Abdul Latif, 20 | - Karaki, Khaled Hamzi, 19 - Marakeh, Mohammad Kifah Abdul Mu'az, 12 - Mojahed, Nimer Mohammad Nimer, 30 - Muhtasib, Wael Salah Abed, 29 - Muhtasib, Nour ad-Din Ibrahim, 20 - Natsheh, Jamil Ayed Abdul Fattah (Almuédano), 50 - Natsheh, Raed Hassan, 20 - Rajabi, Rami Arafat, 12 - Zahded, Sufian Barakat, 20 |

Varias personas más quedaron paralíticas a causa de las heridas. Los palestinos cuentan dentro del número de víctimas a quienes fallecieron más tarde a causa de las heridas y a quienes fueron abatidos fuera de la mezquita en el periodo inmediatamente posterior al ataque.

## Reacciones violentas

### Palestina
Cuando las noticias del ataque se extendieron por Palestina, numerosos enfrentamientos tuvieron lugar en los que otros 20 palestinos murieron y 120 resultaron heridos. En los primeros 6 días tras la masacre, 21 palestinos fueron asesinados por disparos con fuego real del ejército israelí.

### Israel
Dos atentados suicidas distintos tuvieron lugar en abril de 1994, ambos llevados a cabo por milicianos palestinos de las Brigadas de Ezzeldin Al-Qassam de Hamás en territorio israelí, presuntamente en represalia por la masacre llevada a cabo por el judío Goldstein. Un total de 8 civiles israelíes murieron y 55 fueron heridos en el primero de los ataques, que tuvo lugar en Afula el 6 de abril, al final de los cuarenta días de luto por las víctimas del atentado de Goldstein. Una semana más tarde, seis personas más murieron y otros 30 resultaron heridos en el ataque contra la estación de autobuses de Hadera. Fueron los primeros atentados suicidas llevados a cabo por milicianos palestinos en el interior de Israel. Según Matti Steinberg, el entonces director del Shin Bet para asuntos palestinos, Hamás se había negado hasta entonces a atacar objetivos civiles en Israel; el cambio surtido en la estrategia de Hamás fue resultado de la masacre de Goldstein.

### Estados Unidos
Cuatro días después de la masacre, el 1 de marzo de 1994, un inmigrante de origen libanés llamado Rashid Baz disparó en el puente de Brooklyn a una furgoneta con 15 judíos ortodoxos de la secta jasídica ultraortodoxa Jabad-Lubavitch, matando a uno e hiriendo a otros tres. Durante el tiroteo, algunos testigos oyeron a Baz gritar en árabe "Muerte a los judíos," expresando venganza por la masacre de 29 fieles musulmanes en la Tumba de los Patriarcas cuatro días antes.

## Consecuencias

### Israel
El movimiento Kach, al que Goldstein estaba afiliado, fue calificado de organización terrorista y prohibido. El gobierno israelí decidió confiscar las armas de algunos colonos considerados de extrema derecha, a quienes pusieron en situación de detención administrativa. 

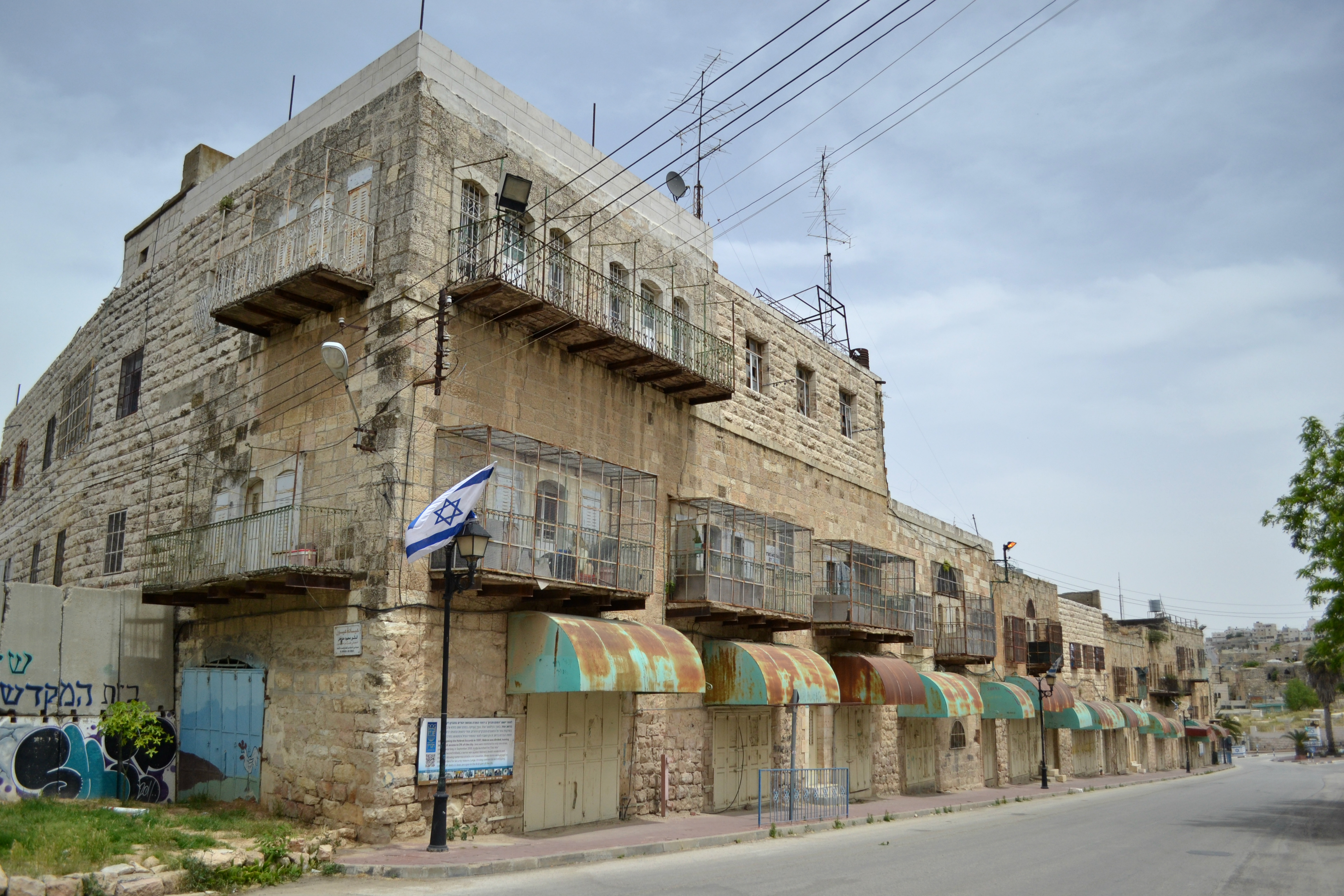
La céntrica calle al-Shuhada con las puertas de los edificios selladas.

El gobierno israelí también adoptó medidas extremas contra los palestinos poco después la masacre, ordenando el cierre de 520 negocios en Hebrón (que siguen cerrados a día de hoy) y prohibiendo el acceso de los palestinos a determinadas calles de Hebrón, como a la calle Al-Shuhada, que quedó como una calle exclusiva para judíos y turistas extranjeros. Las autoridades israelíes dividieron la Tumba de los Patriarcas en dos partes, otorgando la mayor de estas partes a los fieles y turistas judíos, incluidos los jardines que rodean el recinto. También puso a la práctica totalidad de la población palestina bajo un toque de queda militar.
En un discurso en el Knéset, el primer ministro israelí Isaac Rabin, uno de los máximos responsables de la expansión de los asentamientos israelíes, condenó no solo a Goldstein sino también a otros colonos considerados extremistas, declarandoː "No sois parte de la comunidad de Israel... No sois parte del bando nacional democrático al que todos pertenecemos en este edificio, y muchos personas os desprecian. No sois compañeros en la empresa sionista. Sois un implante extranjero. Sois una mala hierba errante. El judaísmo sensato escupe sobre vosotros. Os colocasteis fuera de los muros de la ley judía... Nosotros le decimos a este horrible hombre y a aquellos como él: sois una deshonra para el sionismo y una vergüenza para el judaísmo." Rabin consideró su incapacidad de cerrar los asentamientos judíos de Hebrón tras la masacre uno de los mayores errores de su carrera política, y calificó la presencia judía en Hebrón como "una bomba de relojería innecesaria".
Benjamin Netanyahu, por entonces líder del Likud en la oposición, declaróː "esto ha sido un delito despreciable. Debo expresar mi condena inequívoca."

#### Comisión Shamgar

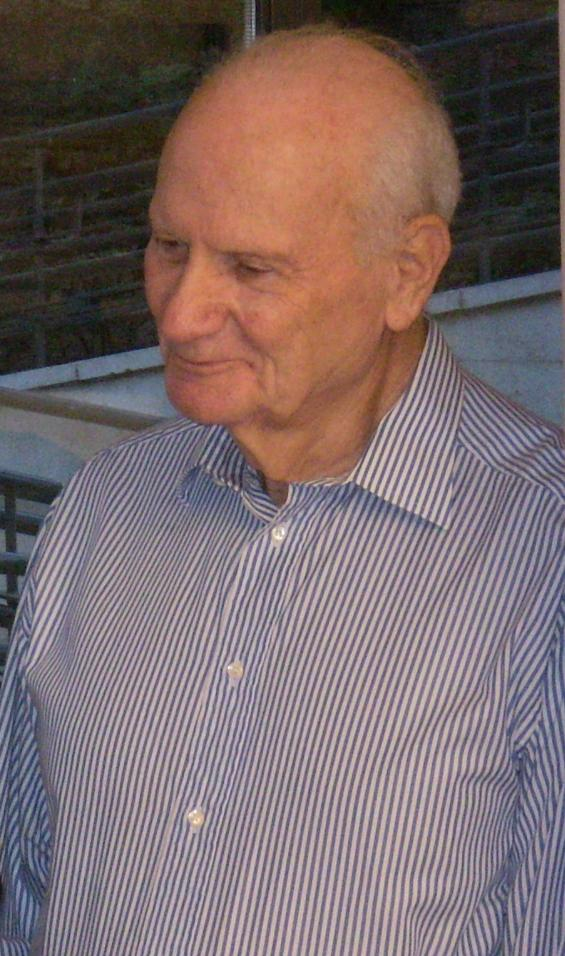
Meir Shamgar, presidente de la comisión israelí que investigó los hechos

El gobierno israelí nombró una comisión de investigación encabezada por el entonces presidente del Tribunal Supremo Meir Shamgar. La comisión calificó la masacre en el epílogo de su informe como "un acto asesino básico en el que fue asesinada gente inocente que se postraba en la oración ante su creador". Entre sus conclusiones específicas destacan:
- Goldstein actuó solo al planear la masacre, sin hablar con nadie de sus preparativos.[38]
- La coordinación entre el ejército israelí, la policía y la Administración Civil era problemática.
- No podía esperarse del liderazgo político o de las fuerzas de seguridad que previesen la masacre.
- Los testimonios de los supervivientes referidos a la ayuda del ejército israelí al terrorista y a la explosión de granadas en la masacre fueron considerados contradictorios e inconsistentes, dado que los detectives no encontraron ningún fragmento de granada.[3]
- Hubo avisos sustanciales de un futuro ataque de Hamás contra objetivos judíos, tal y como habían reclamado algunos judíos que justificaron la masacre de Goldstein como un ataque preventivo.[38]

Los críticos con la comisión recordaron que el historial judicial de Shamgar ha mostrado "consistentemente su indulgencia hacia los colonos, incluidos aquellos condenados por delitos contra los palestinos, pero especialmente hacia los soldados que habían disparado a palestinos" y que su carrera refleja un historial de activismo a favor de los colonos, promoviendo la expropiación de tierras palestinas en favor de los asentamientos judíos ilegales según el derecho internacional.

#### Sociedad israelí
Hubo una amplia condena de la masacre en Israel. Una encuesta descubrió que el 78,8% de los adultos israelíes condenaban la masacre de la Tumba de los Patriarcas, mientras que el 3,6% alababan a Goldstein. El consejo de colonos judíos declaró que el acto "no fue judío, no fue humano".
La mayoría de líderes religiosos judíos denunciaron el ataque. El rabino mayor sefardí dijo "estoy simplemente avergonzado de que un judío lleve a cabo un acto tan vil e irresponsable", y sugirió que Goldstein debería ser enterrado fuera del cementerio. Su homólogo asquenazí, Yisrael Meir Lau, lo calificó de una "profanación del nombre del Dios". El rabino del asentamiento de Gush Etzion, Yehuda Amital, afirmó que Goldstein había "mancillado la nación judía y la Torá". Otros rabinos reaccionaron con ambigüedad a la masacre, y unos cuantos alabaron a Goldstein y calificaron su ataque de "un martirio". En una clara alabanza de Goldstein, el rabino Israel Ariel lo denominó un "santo mártir", y cuestionó la inocencia de las víctimas afirmando que eran responsables de la masacre de los judíos de Hebrón en 1929. El rabino Dov Lior, de Kiryat Arba, dijo que Goldstein era un santo cuyas "manos son inocentes, cuyo corazón es puro", y le comparó con las víctimas del Holocausto. El rabino de colonos Yitzhak Ginzburgh fue el único rabino ortodoxo importante que alabó la masacre. Desde entonces ha sido detenido varias veces por defender posturas extremistas.

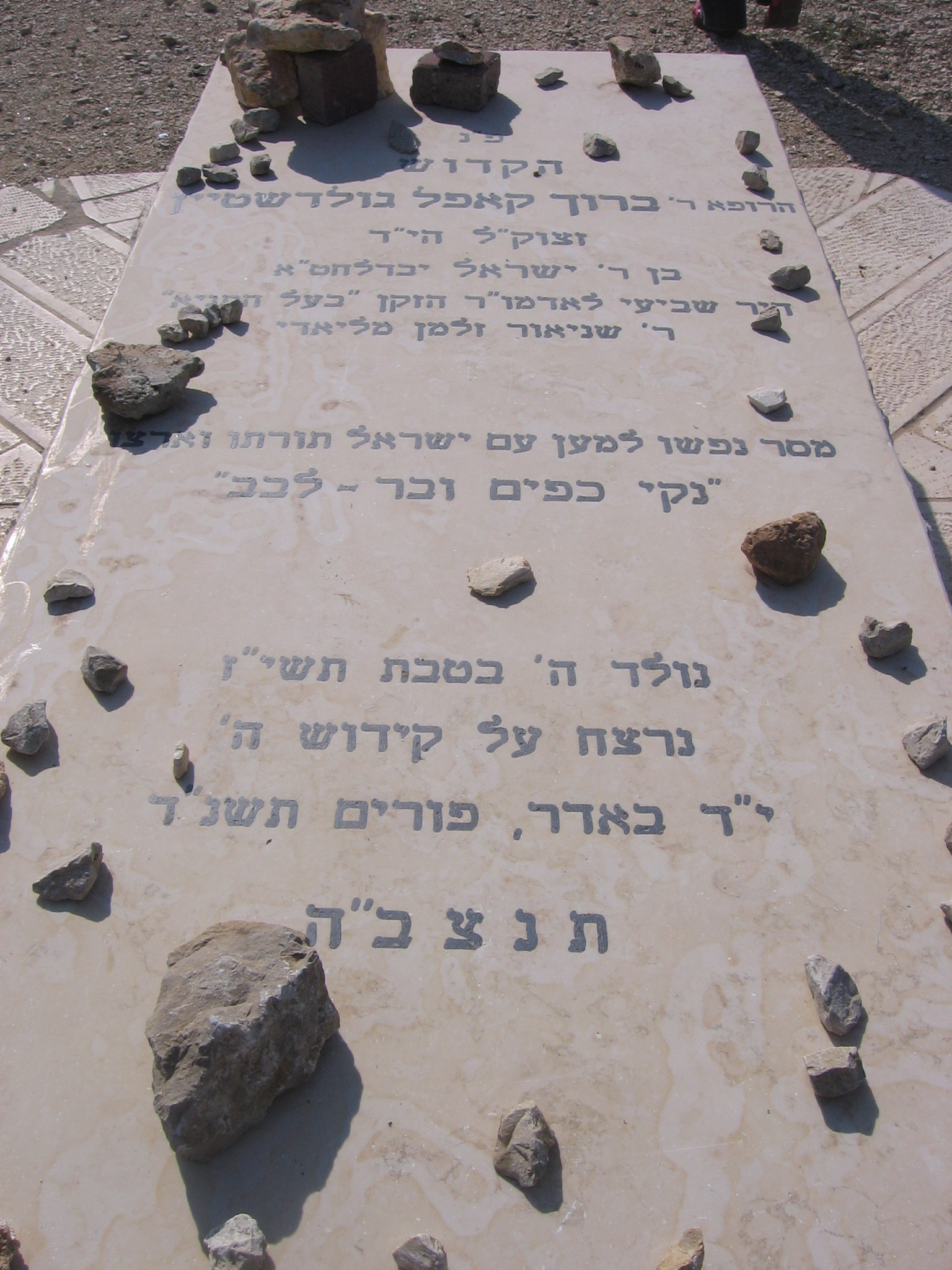
Piedras a modo de homenaje sobre la tumba de Baruch Goldstein

#### Veneración de Goldstein
En las semanas que siguen la masacre, centenares de israelíes viajaron a la tumba de Goldstein para celebrar su masacre. Algunos jaredíes bailaron y cantaron alrededor de su tumba. Aunque el gobierno israelí ha afirmado que aquellos que celebraron la masacre suponían una minúscula minoría de israelíes, una investigación de The New York Times afirma que se podría estar infravalorando el fenómeno.
En un panfleto de 1994 titulado Baruch HaGever (Baruch, el hombre o Bendito sea el hombre), y en un libro homónimo de 1995, varios rabinos alaban la masacre de Goldstein y la califican de ataque preventivo en respuesta a las amenazas de un pogromo por parte de Hamás, escribiendo además que es posible considerar sus actos en línea con los cinco principios de la halajá.
El fenómeno de la adoración de la tumba de Goldstein ha continuado a lo largo de los años a pesar de los esfuerzos del gobierno israelí de impedir el peregrinaje hacia su tumba. El epitafio de su lápida rezaː "dio su vida por el pueblo de Israel, por su Torá y por su tierra". En 1999, tras la aprobación de una ley israelí que prohibía los monumentos a terroristas, el ejército israelí desmanteló un santuario que había sido construido en el lugar donde Goldstein está enterrado. Durante los años posteriores a este desmantelamiento, multitud de colonos radicales judíos han celebrado el Purim evocando la imagen y las acciones de Goldstein, a veces incluso disfrazándose ellos mismos o a sus hijos del propio Goldstein.
En el asentamiento de Kiryat Arba se conmemora anualmente la masacre y el fallecimiento de Goldstein. En 2010, dos miembros de su ayuntamiento declararon, respectivamente, "he venido a honrar a un amigo que salvó a mucha gente en su vida y en su muerte" y "respetamos al doctor Goldstein por su trabajo y por sus acciones".

### Diáspora judía
En el Reino Unido, el rabino mayor Jonathan Sacks declaróː "Este acto es una obscenidad y una farsa de los valores judíos. Que haya sido perpetrado contra fieles en el lugar de la oración y en un momento sagrado lo convierte en una blasfemia también... La violencia es maligna. La violencia cometida en el nombre de dios es doblemente maligna. La violencia contra aquellos que están adorando a dios es indeciblemente maligna".
Un editorial en The Jewish Chronicle escrito por Chaim Bermant denunció a la organización Kach, a la que Goldstein pertenecía, como "neonazis" y como una creación estadounidense, financiada con dinero estadounidense y producto de la cultura de las armas estadounidense. Este mismo editorial también informó que algunas de las sinagogas liberales del Reino Unido habían comenzado a recaudar fondos para las víctimas de Goldstein.

### Palestina

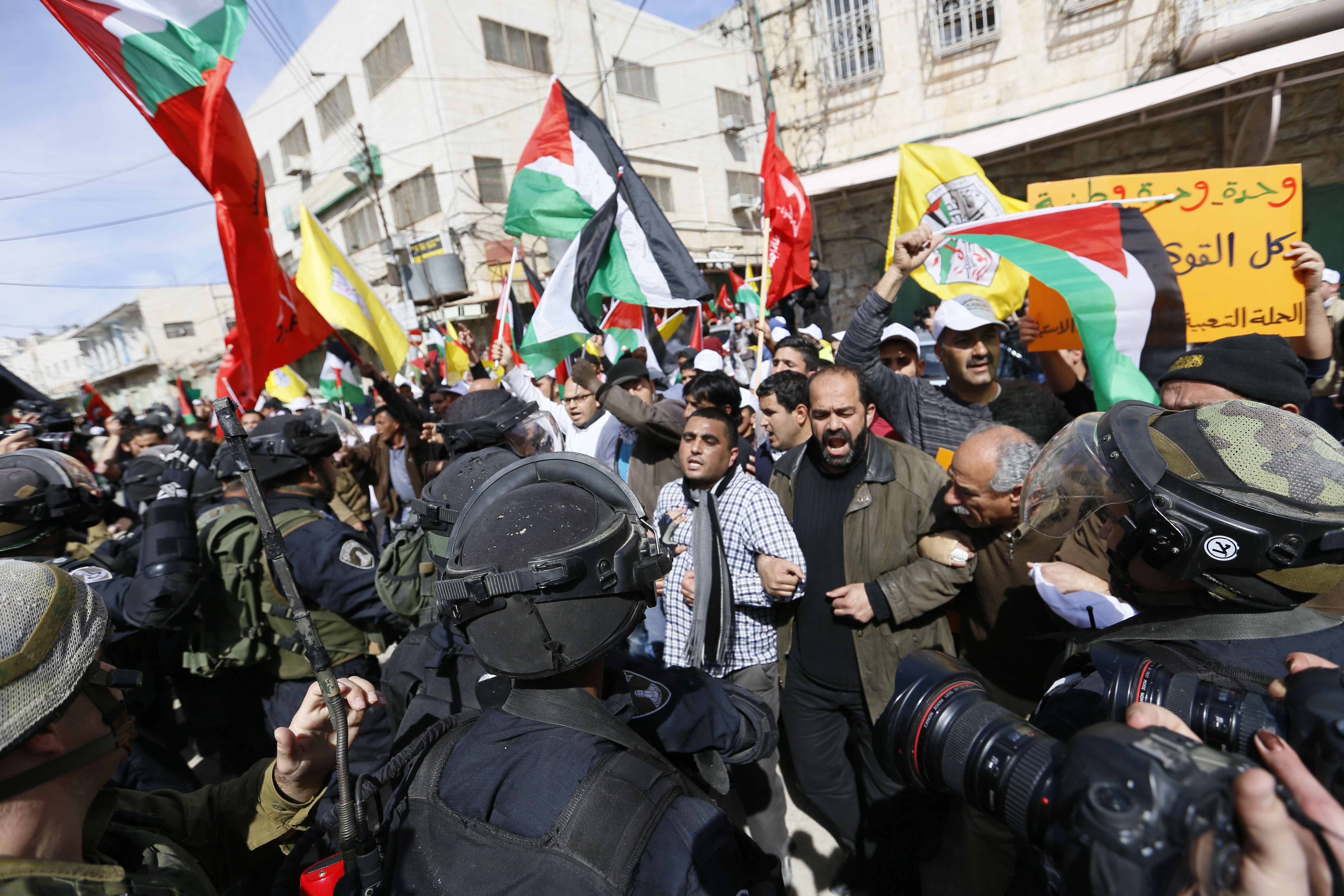
Manifestación palestina en el vigésimo aniversario de la masacre

Multitud de manifestantes palestinos se echaron a las calles como resultado de la masacre. Hubo protestas y enfrentamientos generalizados tanto en la Palestina ocupada como en la propia Israel, y más en concreto en Nazaret y en Jaffa.
Como reacción al trauma ocasionado a los niños de Hebrón se fundó el Centro Palestino de Artes Infantiles (PCAC en sus siglas inglesas), una ONG sin ánimo de lucro. Entre las principales actividades de este centro destacan el desarrollo intelectual de los niños palestinos y el refuerzo de un papel positivo del niño en la sociedad y la cultura palestina.

### Naciones Unidas
El Consejo de Seguridad de las Naciones Unidas adoptó la resolución 904, que condenaba la masacre y llamaba al gobierno israelí a adoptar medidas para la protección de los civiles palestinos, incluido el desarme de los colonos judíos en territorio palestino ocupado.